# Southampton

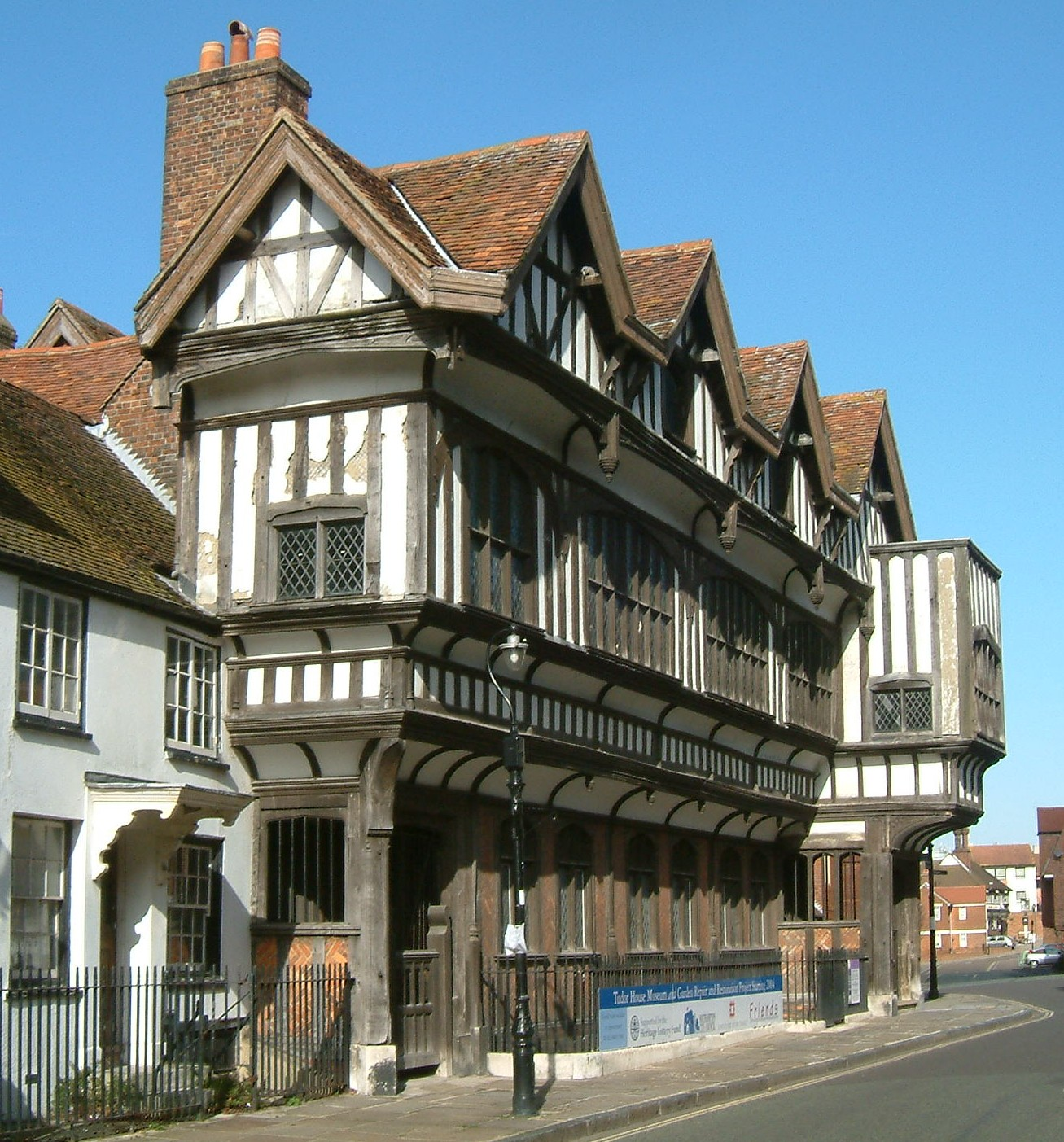
Tudor House

Southampton – miasto portowe i dystrykt (unitary authority) w południowej Anglii (Wielka Brytania), w hrabstwie ceremonialnym Hampshire, położone nad ujściem rzek Test i Itchen do estuarium Southampton Water (odnoga cieśniny Solent, kanał La Manche). W 2001 roku miasto liczyło 234 224 mieszkańców, a w 2021 – 246 620 mieszkańców.
W mieście znajduje się port, z którego wypływały takie statki jak: „Queen Mary” czy „Queen Elizabeth”. Stamtąd również wypłynął „Titanic”, największy wówczas statek na świecie, w swój dziewiczy rejs. W Southampton znajdowała się także wytwórnia lotnicza Supermarine, która wytwarzała samoloty myśliwskie Spitfire.
W mieście znajdują się dwa uniwersytety: University of Southampton i Southampton Solent University. Jest ono także siedzibą klubu piłkarskiego Southampton Football Club. 
Główną stacją kolejową miasta jest Southampton Central.

## Dzielnice
- Bargate, Bassett, Bevois, Bitterne, Bitterne Park, Coxford, Freemantle, Harefield, Millbrook, Peartree, Portswood, Redbridge, Shirley, Sholing, Swaythling i Woolston[5].

## Gospodarka
W mieście rozwinął się przemysł stoczniowy, lotniczy, samochodowy (w latach 1953–2013 zakład produkcyjny samochodów dostawczych Ford), elektrotechniczny, maszynowy oraz spożywczy.

## Zabytki
- kościół św. Edmunda

## Klimat
| Sty | Lut | Mar | Kwi | Maj  | Cze  | Lip  | Sie  | Wrz  | Paź  | Lis  | Gru  | Rok  |
| --- | --- | --- | --- | ---- | ---- | ---- | ---- | ---- | ---- | ---- | ---- | ---- |
| 9.5 | 9.0 | 8.6 | 9.8 | 11.4 | 13.5 | 15.3 | 16.8 | 17.3 | 16.2 | 14.4 | 11.8 | 12.8 |

## Polonia
- Polska Szkola im. Fryderyka Chopina w Southampton
- Polska Szkoła Przedmiotów Ojczystych im. gen. bryg. Stanisława Sosabowskiego

- Polska Szkoła Przedmiotów Ojczystych im. Juliana Tuwima

- SOS Polonia – Polacy w Southampton

- Stowarzyszenie Patriotyczne "Wiara i Wolność"[10]

## Miasta partnerskie
- Francja: Hawr
- Niemcy: Powiat Rems-Murr
- Polska: Kalisz
- Stany Zjednoczone: Hampton
- Chińska Republika Ludowa: Qingdao
- Korea Południowa: Pusan